# Телотт, Анна Мария
Анна Мария Телотт (швед. Anna Maria Thelott; 1683, Уппсала — 1710, Стокгольм) — шведская художница, график и гравёр.

## Биография и творчество
Анна Мария Телотт родилась в 1683 году в Уппсале. Её отец, Филип Якоб Телотт, переселился в Уппсалу из Аугсбурга, по приглашению историка и ботаника Улафа Рудбека, для работы в качестве изготовителя инструментов в Уппсальском университете. Кроме того, Рудбек поручил Телотту создание карт для своего сочинения «Атлантика» и иллюстраций для книги «Campus Elysii», которая должна была содержать изображения всех известных на тот момент растений мира. Анна Мария и трое её братьев помогали отцу в этой работе и создали около 7000-8000 ксилографий с ботаническими иллюстрациями. Однако в 1702 году дело всей жизни Рудбека уничтожил пожар; в том же году скончался и он сам. Анна Мария была вынуждена переехать в Стокгольм вместе с пожилыми родителями и зарабатывать себе и им на жизнь.
Анна Мария работала в различных техниках и жанрах. Она создала серию ксилографий с изображением немецких городов и ряд медных гравюр для иллюстрирования молитвенников. Сохранился её альбом 1704—1709 годов, в котором содержится множество разнообразных зарисовок, демонстрирующих владение перспективой, знание иконографии и знакомство с различными жанрами. Среди рисунков встречаются изображения религиозного характера, аллегорические мотивы и пейзажи. Интересно, что Анна Мария часто изображает женщин-художниц за работой, в том числе под открытым небом, что для того времени совершенно нетипично. В альбоме также находился рисунок гуашью, который в настоящее время изъят из остальной коллекции и хранится отдельно в библиотеке Уппсальского университета. На рисунке, изображающем женщину за вышивкой и сидящую на спинке её стула птицу, имеется подпись — «Anna Marija ein geborene Thelotten» (Анна Мария урождённая Телотт) — что заставляет предполагать в нём автопортрет художницы.
Анна Мария Телотт умерла во время эпидемии чумы в Швеции осенью 1710 года. Ей было всего 27 лет.